# عبد الهادي الخياط
عبد الهادي محمد الخياط  (6 مارس 1979 -) بطل كمال أجسام وضابط شرطة وكوماندوز كويتي.

## سيرته
الخياط لاعب كمال أجسام للوزن الثقيل جدًا ولاعب في منتخب الكويت الوطني وعضو الاتحاد الدولي لكمال الأجسام واللياقة البدنية، وزنه تقريبا 231.5-264.5 رطل (105-120 كجم). بدأ الخياط مسيرته الدولية في عام 2012، وحصل على الميدالية الذهبية في فئة الوزن الثقيل في بطولتي المملكة العربية السعودية ودولة قطر. شارك في بطولة الاتحاد الدولي لكمال الأجسام للهواة الآسيوية في عام 2013. حصل الخياط على المركز الأول في فئة الوزن الثقيل السوبر، والمركز الرابع في فئة كمال الأجسام الكلاسيكي في المسابقة. وفي عام 2014 أيضًا، شارك في أول بطولة أمريكية له، وهي بطولة أرنولد كلاسيك أمريكا، وحصل على المركز الخامس في فئة الوزن الثقيل جدًا. وكان بطلًا في الوزن الثقيل والفائز الشامل في بطولة العالم لبناء الأجسام IFBB لعام 2015. وفي نفس العام فاز ببطولة أولمبيا للهواة للوزن الثقيل التي أقيمت في ليفربول. في نوفمبر 2015 كُرِّم ببطاقة IFBB Pro، وأصبح لاعب كمال أجسام محترفًا - الأول من الكويت.
نشأ الخياط وترعرع في مدينة الكويت، وتخرج في أنظمة الاتصالات ليعمل ضابط شرطة. وحصل على الميدالية الفضية في بطولة الشرطة لكمال الأجسام عام 2012 في قطر. وله ابن اسمه محمد.
وفي أواخر عام 2015 اختير لدور جون رامبو في فيلم الأكشن الكويتي الدم الثاني، المستوحى من الفلمان الدم الأول رامبو: الدم الأول 2. عُرَض الفلم أول مرة عالميًّا في نوفمبر 2016.
وفي عام 2016 التحق بقوات العمليات الخاصة الكويتية، برتبة كوماندوز، وحصل على رتبة ضابط.

## مقاييس لياقته البدنية
- الطول: 5 قدم 10 بوصة (178 سـم)
- وزن المنافسة: 231.5 رطل (105.0 كـغ)
- الوزن دون المنافسات: 264.5 رطل (120.0 كـغ)
- العضلة ذات الرأسين: أكثر من 50 سم